# Łomża
Łomża è una città della Polonia nord-orientale, a circa 150 km da Varsavia e 81 km da Białystok. È situata nel voivodato della Podlachia dal 1999, lungo il fiume Narew. Dal 1975 al 1998 era stata capitale del voivodato di Łomża, ora non più esistente. È capoluogo del distretto di Łomża.
La città fu fondata nel Medioevo durante il regno della dinastia Piast in Polonia. Łomża era una città regia nel Regno di Polonia, amministrativamente parte del voivodato della Masovia.

## Istruzione
- Wyższa Szkoła Agrobiznesu
- Wyższa Szkoła Zarządzania i Przedsiębiorczości im. B. Jańskiego
- Collegio di Stato per la Scienza dell'Informazione e Amministrazione

## Amministrazione

### Gemellaggi
Łomża è gemellata con le seguenti città:
- Muscatine
- Tallinn
- Soleczniki
- Kowno
- Nowogród Wołyński